# Semis (monnaie)
Le semis est une monnaie romaine antique. Créée sous la République romaine, elle vaut la moitié (préfixe latin semi demi) d'un as de bronze. Elle suit les dévaluations pondérales de l'as et cesse d'être produite au Ier siècle. L'appellation semis revient à la fin du IVe siècle pour désigner la moitié du solidus d'or, puis du nomisma byzantin.

## Semis de bronze

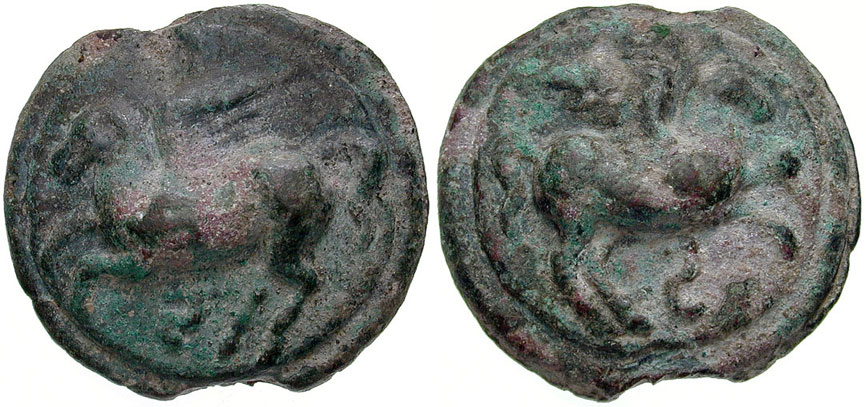
Semis vers 270 av. J.-C.

Émis par l’atelier monétaire de Rome au cours du IIIe siècle av. J.-C., le semis est une pièce de bronze coulée puis frappée valant la moitié d’un as libralis, qui pesait une livre romaine soit environ 320 grammes. Le semis est identifié par la marque S, abréviation de semi, pour une demi-livre, ou par six points, pour six onces, sachant qu’une livre correspondant à douze onces. Vers 250 av. J.-C., l’as et par conséquent le semis subissent une réduction pondérale, passant à environ 260 grammes pour l’as, le semis et les autres sous-multiples connaissent une diminution proportionnelle.
Le poids de l’as et de ses fractions dont le semis ne cesse de diminuer, notamment durant la deuxième guerre punique, période marquée par l’inflation et l’apparition des monnaies d’argent (denier et sesterce) qui marginalisent les monnaies de bronze. Malgré ces importantes variations pondérales successives, les motifs qui identifient le semis ne varient pas à quelques exceptions près : Saturne à l’avers et une proue de navire au revers.
Sporadiques pendant le IIe siècle av. J.-C., les frappes de semis à Rome s’arrêtent en 82 av. J.-C. avec la fermeture de l’office responsable des émissions de monnaie en bronze. Des émissions pour l’usage local sont autorisées, en Espagne (comme à Atelier monétaire de Contrebia Belaisca) et en Gaule narbonnaise, selon l’étalonnage romain.
En 19 av. J.-C., la réforme monétaire d’Auguste organise une hiérarchie cohérente des diverses espèces. La frappe du semis reprend comme petite monnaie destinée au commerce local. Le cuivre remplace le bronze pour sa fabrication.
|  | Aureus |

|  | Quinaire d'or |

|  | Denier |

|  | Quinaire d'argent |

|  | Sesterce |

|  | Dupondius |

|  | As |

|  | Semis |

|  | Quadrans |

|  |

Les monnaies de laiton et de cuivre sont frappées dans les ateliers monétaires de Rome et de Lugdunum. Les ateliers locaux espagnols et gaulois continuent de fonctionner au début du Ier siècle, notamment à Nîmes, mais ferment progressivement durant ce siècle.
La fabrication de semis s’arrête sous Hadrien (117-138).

## Semis d'or

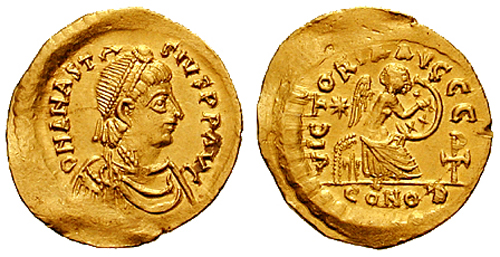
Semissis de l'empereur Anastase Ier

Le semis, ou semissis ou sèmision en grec, réapparait comme moitié du solidus d’or (ou nomisma byzantin) entre le Ve et IXe siècles.
L’attribution erronée par le dictionnaire Darembert et Saglio de la création par l’empereur Alexandre Sévère du semis comme remplaçant le quinaire ou demi aureus est tirée d’une lecture non critique de l’Histoire Auguste. Pour les historiens modernes, cette indication fallacieuse est un anachronisme.